# Versényi Anna

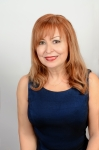
https://ligetmuhely.com/szerzo/versenyianna/

Versényi Anna (Debrecen, 1967. április 19. –) magyar író, képzőművész, pszichológus.

## Tanulmányok
- Tóth Árpád Gimnázium, Debrecen
- Bessenyei György Tanárképző Főiskola, földrajz-rajz szak, 1996
- Debreceni Egyetem, Pszichológia BA
- Debreceni Egyetem, Pszichológia MA (tanácsadás és iskolapszichológia szakirány) 2010

## Könyvek

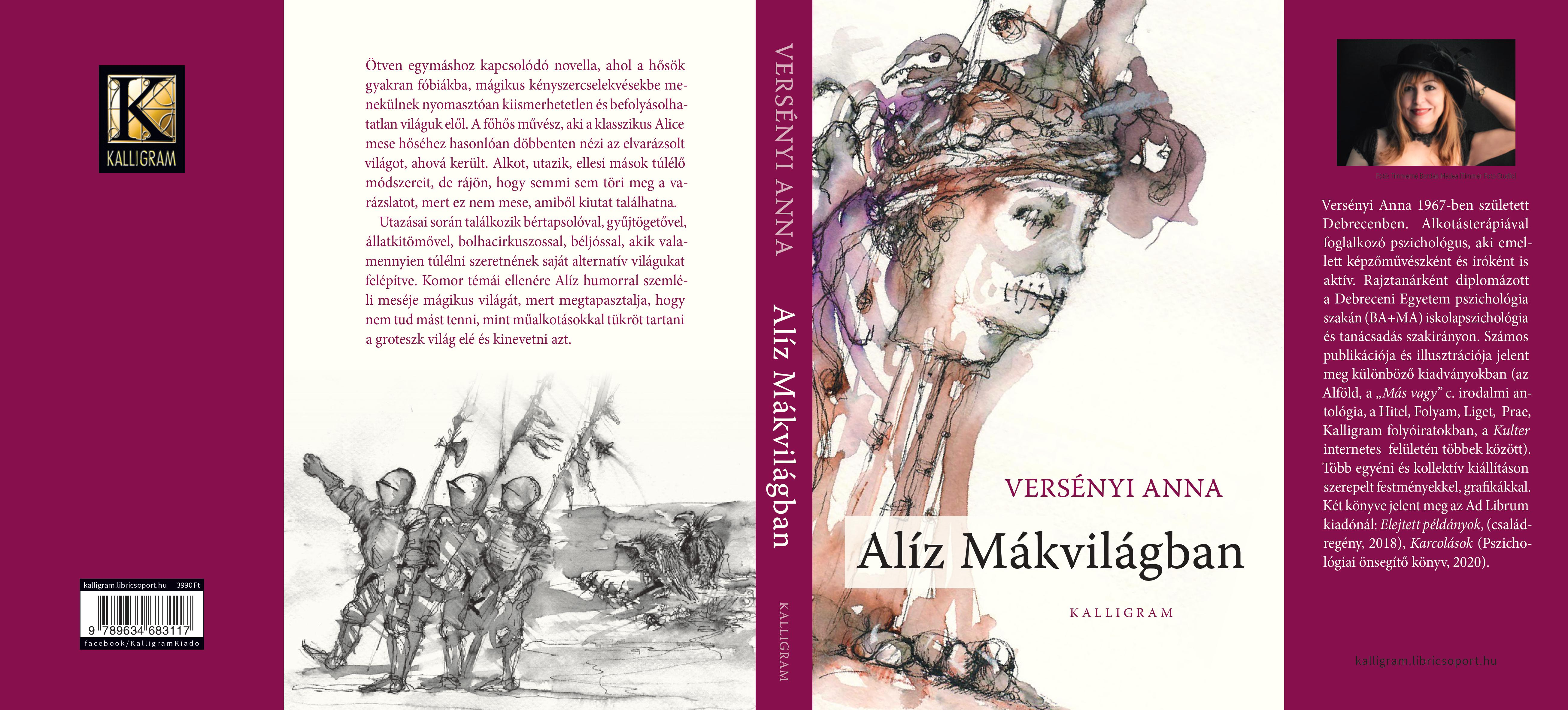
Alíz Mákvilágban, Kalligram, Budapest, 2022. Címlap: Hrapka Tibor, a szerző grafikájának felhasználásával

- Alíz Mákvilágban, novelláskötet, Kalligram, Budapest, 2022[1]
- Karcolások, pszichológiai segítő könyv a vagdosásról, Ad Librum, Budapest, 2020
- Elejtett Példányok, regény, Ad Librum, Budapest, 2018
- Térképek Bárhova, Budapest, Két Hold Kiadó 2024 (képes antológia)

## Publikációk, illusztrációk
- Alföld folyóirat 2024/9
- Kalligram folyóirat, Budapest,  2021. 07.,  2022. 05.
- Litera az irodalmi portál 2023. 10. 22.
- Prae folyóirat spekulatív fikció tematikus száma 2021. 03.
- Liget folyóirat 2020-2021 Kulter online folyóirat 2018/12, 2019/06 /2020/03
- Alföld folyóirat 1992/9
- Hitel folyóirat 1990/04/04
- Szivárvány folyóirat 1992/2

## Kiállítások
- Őszi tárlatokon Debrecenben, a Kölcsey Művelődési központban saját kiállítás
- 2005. önálló tárlat: Tiszafüred, Művelődési Központ
- 2006. önálló tárlat: Debrecen Batthyány utcai kiállítóterem
- 2023. Billufeszt, Budapesti Illusztrációs Fesztivál, Kölcsey Központ, Debrecen
- 2024. Tavaszi Tárlat Kölcsey Központ Debrecen
- 2024. Debreceni Egyetem Elméleti Galéria Mappa Mundi c. önálló tárlat

## Díjak
- DIákírók Országos Pályázata 1987, ezüstérem
- PesText 2021-es Buborék című irodalmi pályázat, első 10 döntős
- Litera-Margó Irodalmi fesztivál, 2023, ezüstérem[2]
- 2023. OTP Fáy Alapítvány Oktatási Innovációs Díj – Különdíj[3]
- 2023. Ludwig Múzeum ART transfer díj[4]